# Occidryas taylori
Occidryas taylori är en fjärilsart som beskrevs av Edwards 1888. Occidryas taylori ingår i släktet Occidryas och familjen praktfjärilar. Inga underarter finns listade i Catalogue of Life.